# Honeaïta
La honeaïta és un mineral de la classe dels sulfurs. Rep el seu nom en honor de Russell M. Honea (1929–2002).

## Característiques
La honeaïta és un sulfur de fórmula química Au₃TlTe₂. Es tracta d'un nou tipus d'estructura, amb una química única entre els minerals coneguts. Va ser aprovada com a espècie vàlida per l'Associació Mineralògica Internacional l'any 2015. Cristal·litza en el sistema ortoròmbic.

## Formació i jaciments
Va ser descoberta a la mina d'or de Karonie, al mont Monger Goldfield, a Kalgoorlie-Boulder (Austràlia Occidental). Es troba en microfractures, sobretot a les zones on l'amfibolita ha estat objecte d'alteració per la prehnita, com una part de la (probable) mineralització de greenschist-fàcies a temperatures relativament baixes. Sol trobar-se associada a altres minerals com: tel·lurobismutita, pirrotita, prehnita, petzita, molibdenita, melonita, mattagamita, hessita, or, frohbergita, calaverita i altaïta. També ha estat descrita al dipòsit d'or de Potashnya, a la província de Kíev (Ucraïna).